# 디제이맥스 온라인
디제이맥스(DJMAX)는 펜타비전에서 개발한 음악 게임이다. 온라인판은 대한민국, 일본, 중국에서 서비스되었다.
한국에서의 온라인 서비스는 2008년 3월 21일에 종료되었다. 후속작 격인 디제이맥스 트릴로지가 있다.

## 게임 방법
화면 아래 부분의 판정선으로 내려오는 악보에 맞춰 키를 눌러 ‘플레이큐’를 움직여 받아내는 게임이다. 일반적으로 비트매니아의 게임 방법을 계승하고 있으나 대한민국의 이용자들은 공통된 제작자 때문에 '이지투디제이(EZ2Dj)의 온라인 버전'으로 인식하는 경향이 있었다. 판정은 100%, 90%, 80%…로부터 …1%, BREAK, FAULT까지 있는데, 악보에 정확하게 맞춰 누를 수록 100%에 가까운 판정을 받고, 악보를 놓치면 BREAK, 악보가 나오지 않는 곳에서 누르면 FAULT 판정을 받는다(MX 난이도 한정). 좋은 연주를 하면 오른쪽의 에너지 바가 올라가지만, BREAK와 FAULT가 나오면 에너지 바가 조금씩 깎이고, 에너지 바가 모두 깎이면 게임은 종료된다. 게임이 끝나면 게임 중 얻은 판정의 평균을 낸 총 정확도가 표시된다.

## 주요 특징
기존의 음악 게임에서의 판정과는 다르게 BREAK/FAULT와 Max 1~100%까지의 세분화된 판정을 통해 플레이어의 연주 정확도 표기에 판정의 중점을 두었고, 플레이 큐 시스템으로 인해 ‘키충돌’이라고 하는 컴퓨터의 한계를 어느 정도 극복했다.
배틀모드에서의 라이브 배틀 이퀄라이저를 통해 참여중인 플레이어의 현재 위치와 플레이 상태를 실시간으로 알 수 있게 하여 기존의 온라인 리듬게임이 가지고 있던 멀티플레이에서의 단점을 대부분 보완하였으며, 아이템 배틀을 이용해 연주 도중에 다른 플레이어의 연주를 방해할 수 있는 기믹을 넣어 배틀의 재미를 배가시켰다.

## 게임 모드
- 키 숫자에 따라
  - 서울채널 : 5개의 키를 사용
  - 도쿄채널 : 7개의 키를 사용

- 난이도에 따라
  - Easy
  - Normal
  - Hard
  - MX : MaXimum의 줄임말. 플레이큐가 없어져 3개 이상의 키를 동시에 누르는 악보가 등장하며, 음이 없는 곳에서 키를 누르면 FAULT 판정이 나와 에너지 바가 깎인다.
  - SC : Super Crazy의 줄임말. 가장 높은 난이도의 채보가 등장하며, 다른 난이도에 비해 판정 기준이 엄격하다. 곡에 따라서는 노트를 맞춰도 체력 게이지가 회복되지 않거나, 회복 게이지가 매우 빨리 줄어들고 적게 채워진다. 원래 SC는 Super Crazy의 줄임말이 아니라, SeCret의 줄임말이였다고 한다. 그러나 나중에 SC난이도의 곡을 사람들이 많이 하게 되자 SC의 줄임말이 Super Crazy가 되었다고 한다.

- 방식에 따라
  - 프리 모드 : 혼자서 연습을 할 수 있는 모드. BGA가 표시된다.
  - 랭킹 모드 : 선택한 3곡의 합산 점수가 홈페이지의 랭킹 차트에 기록되는 모드. 판정이 프리 모드보다 까다롭다.
  - 코스 플레이 : 미리 정해진 순서로 연주하는 모드. 일반 플레이보다 경험치와 사이버머니를 더 얻으며, 일정 확률로 게임 내에서 사용할 수 있는 아이템을 획득할 수 있다.
  - DJ 배틀 : 최대 6명까지 대결하는 모드.

## 수록곡
디제이맥스는 한국판을 기준으로 2008년 2월 현재 210여 곡을 서비스하고 있다.

## 역사
- 2004년 6월 13일 - 비공개 클로즈 알파 테스트
- 2004년 6월 24일 - 1차 클로즈 베타 테스트
- 2004년 8월 2일 - 2차 클로즈 베타 테스트
- 2004년 8월 9일 - 3차 클로즈 베타 테스트
- 2004년 8월 12일 - 오픈 베타 테스트
- 2005년 3월 9일 - 상용화, DJMAX Emotional Sense Vol. 1 업데이트
- 2005년 4월 26일 - 일본어판 클로즈 베타 테스트 시작
- 2005년 5월 28일 - 일본어판 오픈 베타 테스트 시작
- 2005년 6월 15일 - GPANG판 디제이맥스 모바일(DJMAX Mobile) 출시
- 2005년 7월 22일 - DJMAX Emotional Sense Vol. 2 업데이트
- 2005년 8월 4일 - 일본어판 상용화
- 2006년 1월 14일 - PSP판 디제이맥스 포터블(DJMAX Portable) 출시
- 2006년 7월 - 중국어판 클로즈 베타 테스트 시작
- 2006년 10월 27일 - 디제이맥스 포터블 인터내셔널 출시
- 2007년 3월 30일 - 디제이맥스 포터블 2 출시
- 2008년 1월 28일 - 중국어판 서비스 종료
- 2008년 3월 21일 - 한국어판 서비스 종료
- 2008년 3월 31일 - 일본어판 서비스 종료

## 주요 아티스트
- 이철희 (Forte Escape) : 펜타비전의 사운드 실장이였으나, 현재는 퇴사하였다.
- 류휘만 (Croove) : 펜타비전 제 3사업부(구 사운드 개발실)를 이끄는 음악감독, Ez2DJ 때부터의 화려한 게임음악 경력을 자랑한다.
- 백승철 (GonZo, BEXTER)
- 함경민 (PlanetBoom) : 윈터 그린(Winter Green)이라는 밴드의 기타리스트 출신 작곡가.
- 심재현 (Electronic Boutique)
- 이창현 (ND Lee) : V.E.I.L의 드러머 겸 작곡가로서 많은 대중가요 작곡 경력과 히트곡을 작곡한 작곡가. 게임음악은 Ez2DJ The 1st TRACKS Speicial Edition부터 곡 제공.
- 정구현 (NieN)
- 박진배 (ESTi) : 소프트맥스의 게임에 곡을 제공하면서부터 게임음악계에서 본격적으로 활동하는 작곡가. 국내 뿐만 아니라 일본에서도 활동하는 실력파 작곡가이다. 2008년 가을즈음 인터넷을 뜨겁게 달구었던 '빠삐놈 병神리믹스'를 만들어낸 장본인.
- 남구민 (Nauts)
- 신동휘 (M2U)
- 3rd Coast : 보컬 한소현, 랩퍼 최지호, 프로듀서 권성민으로 구성된 3인조 그룹. R&B, 소울, 힙합을 중심으로 활동하고 있으며, 2006년 일본에서 첫 앨범 《breath of soul》을 발매하였다. 대한민국에서 2008년 3월에 앨범 《First Collection》으로 데뷔하였다.
- Ruby Tuesday : 이즈미 쓰네히로(和泉常寛), 미야베 히카리(宮部ひかり)로 구성된 음악 제작 그룹.
- makou : 일본인 곡 제공자로, 홋카이도의 음악 제작 회사인 ‘Studio RICCIO’에 소속되어 있다.
- Tsukasa : 일본인 곡 제공자이며, 코믹마켓을 비롯한 동인계에서 활발한 활동을 하고 있는 작곡가.
- Dayz
- bermei.inazawa

## 참조
1. ↑  “전 세계 게임트랜드를 한눈에 - 게임스팟코리아”. 2008년 12월 19일에 원본 문서에서 보존된 문서. 2009년 1월 3일에 확인함.